# 服部俊一
服部 俊一（はっとり しゅんいち、1853年4月15日（嘉永6年3月8日） - 1928年（昭和3年）3月15日）は、明治・大正期の実業家。農商務省兵庫造船所勤務などを経て、東洋紡績取締役となる。名古屋教会長老。

## 経歴
医師竹田良安の次男として、長門国厚狭郡高千帆村（現・山口県小野田市）で生まれる。
1871年（明治4年）、長州藩儒服部東陽の養嗣子となった。
1872年（明治5年）上京し攻玉社に学ぶ。1875年（明治8年）東京工部大学機械科入学。義兄服部章蔵の英語による聖書講義に接して信仰心を起こし、1877年（明治10年）に新栄教会でタムソンより受洗。1881年（明治14年）に東京工部大学機概科を卒業。
1882年（明治14年）、白洲次郎の祖父である三田藩儒者白洲退蔵の長女駒子と結婚。
1882年（明治15年）、農商務省兵庫造船所入社。1886年（明治19年）、海軍省艦政局勤務。1887年（明治20年）に尾張紡績創立に参画。イギリスに渡り実地で経理を修める。1888年（明治21年）に尾張紡績取締役兼支配人。1896年（明治29年）、桑名紡績、知多紡績創業顧問。1905年（明治38年）、三重・尾張・名古屋紡績合併のとき三重紡績に入り工務長を務める。1912年（明治45年）、同社と5社との合併時に取締役となる。1914年（大正3年）、三重・大阪紡績を合併し、東洋紡績創立時に取締役を再任。
1915年（大正4年）工学博士。1920年（大正9年）に東洋紡績を辞す。
1926年（大正15年）10月18日、紺綬褒章受章。1928年（昭和3年）3月15日死去、享年75。